# Liste der Sozialminister von Nordrhein-Westfalen
Liste der Sozialminister von Nordrhein-Westfalen seit 1946.
| Name                                                                 | Amtsantritt                                  | Kabinett                      | Partei                |
| Minister für Soziales                                                | Minister für Soziales                        | Minister für Soziales         | Minister für Soziales |
| -------------------------------------------------------------------- | -------------------------------------------- | ----------------------------- | --------------------- |
| Heinz Renner                                                         | 29. August 1946                              | Amelunxen I                   | KPD                   |
| Josef Gockeln                                                        | 5. Dezember 1946                             | Amelunxen II                  | CDU                   |
| Rudolf Amelunxen                                                     | 17. Juni 1947                                | Arnold I                      | Zentrum               |
| Josef Weber                                                          | 15. September 1950                           | Arnold II                     | Zentrum               |
| Minister für Arbeit, Soziales und Wiederaufbau                       |                                              |                               |                       |
| Otto Schmidt                                                         | 1. Oktober 1953                              | Arnold II                     | CDU                   |
| Minister für Arbeit und Soziales                                     |                                              |                               |                       |
| Johann Platte                                                        | 27. Juli 1954                                | Arnold III                    | CDU                   |
| Heinrich Hemsath                                                     | 20. Februar 1956                             | Steinhoff                     | SPD                   |
| Johann Ernst                                                         | 21. Juli 1958                                | Meyers I                      | CDU                   |
| Konrad Grundmann                                                     | 12. Oktober 1959 23. Juli 1962 25. Juli 1966 | Meyers I Meyers II Meyers III | CDU                   |
| Werner Figgen                                                        | 8. Dezember 1966                             | Kühn I                        | SPD                   |
| Minister für Arbeit, Gesundheit und Soziales                         |                                              |                               |                       |
| Werner Figgen                                                        | 28. Juli 1970                                | Kühn II                       | SPD                   |
| Friedhelm Farthmann                                                  | 4. Juni 1975 20. September 1978 29. Mai 1980 | Kühn III Rau I Rau II         | SPD                   |
| Hermann Heinemann                                                    | 30. Mai 1985 12. Juni 1990                   | Rau III Rau IV                | SPD                   |
| Franz Müntefering                                                    | 17. Dezember 1992 17. Juli 1995              | Rau IV Rau V                  | SPD                   |
| Axel Horstmann                                                       | 1. November 1995                             | Rau V                         | SPD                   |
| Minister für Arbeit, Soziales und Stadtentwicklung, Kultur und Sport |                                              |                               |                       |
| Ilse Brusis                                                          | 17. Juni 1998                                | Clement I                     | SPD                   |
| Minister für Arbeit und Soziales, Qualifikation und Technologie      |                                              |                               |                       |
| Harald Schartau                                                      | 27. Juni 2000                                | Clement II                    | SPD                   |
| Minister für Gesundheit, Soziales, Frauen und Familie                |                                              |                               |                       |
| Birgit Fischer                                                       | 12. November 2002                            | Steinbrück                    | SPD                   |
| Minister für Arbeit, Gesundheit und Soziales                         |                                              |                               |                       |
| Karl-Josef Laumann                                                   | 24. Juni 2005                                | Rüttgers                      | CDU                   |
| Minister für Arbeit, Integration und Soziales                        |                                              |                               |                       |
| Guntram Schneider                                                    | 15. Juli 2010                                | Kraft I Kraft II              | SPD                   |
| Rainer Schmeltzer                                                    | 1. Oktober 2015                              | Kraft II                      | SPD                   |
| Minister für Arbeit, Gesundheit und Soziales                         |                                              |                               |                       |
| Karl-Josef Laumann                                                   | 30. Juni 2017 28. Oktober 2021 29. Juni 2022 | Laschet Wüst I Wüst II        | CDU                   |